# Terni
Terni (latinsko Interamna) je mesto s 111.000 prebivalci v južnem delu Umbrije v osrednji Italiji. Mesto je upravno središče pokrajine Terni. Od Rima je oddaljeno 104 km, od deželne preastolnice Perugia pa 81 km.
Latinsko ime mesta Interamna pomeni "med rekama", ker stoji na sotočju rek Nera (staroumbrijsko Nahar, latinsko Nār, Nahar) in Serra. Za bolj natančen opis mesta so ga imenovali Interamna Nahars. Njegove prebivalce so v latinščini imenovali Interamnātēs Na(ha)rtēs.
Interamno so ustanovili Rimljani na mestu, kjer je že stalo starejše naselje. V 19. stoletju so v Terniju ustanovili jeklarne in mesto je postalo nosilec druge industrijske revolucije v Italiji. V drugi svetovni vojni je ravno zarado tega postalo cilj težkih zavezniških bombardiranj. Mesto ima še vedno vzdevek "Jekleno mesto", znano pa je tudi kot "Mesto zaljubljenih", ker je bil v njem rojen in postal škof  sv. Valentin. Njegovi posmrtni ostanki so pokopani v baziliki, zgrajeni njemu v čast.

## Zgodovina
Mesto so okoli 7. stoletja pr. n. št. ustanovili umbrijski Naharti na mestu, ki je bilo dokazano naseljeno že v bronasti dobi. Iguvinske tablice opisujejo Naharte kot močno in številčno ljudstvo in najpomembnejše nasprotnike umbrijskega ljudstva Gubio (Iguvium). V 3. stoletju pr. n. št. so Terni zasedli Rimljani. Kmalu je postal pomemben municipij na cesti Via Flaminia, znan kot Interamna. V rimskem obdobju je bilo zgrajenih več objektov, med njimi akvadukt, obzidje, amfiteater, gledališče, svetišče in mostovi. 
Po prihodu Langobardov leta 755 je Terni izgubil svoj pomen in postal drugorazredno mesto v Vojvodini Spoleto. Leta 1174 ga je izropal general Friderika Barbarosse, nadškof Kristijan iz Mainza. V naslednjem stoletju je bil Terni eno od mest, ki jih je pogosto obiskoval sv. Frančišek in tam pridigal.
V 14. stoletju je Terni objavil svojo ustavo. Po letu 1353 je povečal svoje obzidje in odprl nove kanale. Tako kot v številnih italijanskih mestih  poznega srednjega veka so se tudi v Terniju dogajali državljanski nemiri med pristaši gvelfov in gibelinov, kasneje pa med pristaši nobilov in banderarov (ternijsko meščanstvo). Terni se je kasneje pridružil Papeški državi. Leta 1580 je bila ustanovljena fužina Ferriera za predelavo železove rude, ki so jo kopali v Monteleone di Spoleto. Mesto je začelo dobivati tradicionalno industrijsko konotacijo. V 17. stoletju je število prebivalcev Ternija upadlo zaradi kuge in lakote.
V 19. stoletju je Terni v industrijski revoluciji izkoristil bogate vodne vire v svoji okolici. Ustanovljene so bile jeklarna in livarna, tovarna orožja in tovarne za predelavo jute in volne. Leta 1927 je Terni postal glavno mesto province.
Kot industrijsko središče je mesto med drugo svetovno vojno postalo pogost cilj zavezniških bombardiranj. 11. avgusta 1943 je 44 ameriških bombnikov nanj odvrglo 213 ton bomb, opustošilo mesto in ubilo 564 ljudi.  Napad je bil prvi v nizu 57 zračnih napadov, v katerih je bilo uničenih ali poškodovanih 40% mesta in ubitih 1.018 civilistov. Po vojni se je mesto hitro opomoglo in razširilo.

## Glavne znamenitosti
- rimski amfiteater z 10.000 sedeži, zgrajen leta 32 pr. n. št.
- Porta Sant'Angelo, ena od štirih rimskih mestnih, ki so večinoma restavrirana
- stolnica (Duomo, Cattedrale di Santa Maria Assunta) iz 17. stoletja, zgrajena v baročnem slogu po načrtih arhitekta Gian Lorenza Berninija na ostankih starega krščanskega svetišča; zvonik je iz 18. stoletja
- cerkev sv. Frančiška iz 13. stoletja
- bazilika sv. Valentina
- Palazzo Mazzancolli, ena od redkih ostankov sredjeveškega mesta
- Palazzo Gazzoli (18. stoletje) z galerijo del  Pierfrancesca d'Amelia, Benozza Gozzolija, Gerolama Troppe in Orneora Metellija
- Palazzo Spada (16. stoletje), zgrajena po načrtih Antonia da Sangalla mlajšega, ki je trenutno mestna hiša
- Lancia di Luce (Kopje svetlobe) kiparja Arnalda Pomodora
- romanske cerkve Sant'Alò (11. stoletje), San Martino in San Salvatore
- v bližini sotočja rek Velino in Nera je 165 m visok slap Cascata delle Marmore

## Mednarodni stiki
Pobratena mesta
- Cartagena, Španija
- Dunaújváros, Madžarska
- Saint-Ouen-sur-Seine, Francija